# Atenció residencial per a dependents a Espanya
L'atenció residencial per a dependents a Espanya consisteix en un servei donat a tres tipus de centres: la residència de gent gran en situació de dependència, el centre d'atenció a persones dependents, en raó dels tipus de discapacitat i els centres de referència estatal.

## Centres residencials de gent gran dependent
És un centre obert on la persona amb dependència funcional puga residir temporalment o permanentment alhora que les seues necessitats donades per la seua condició (falta d'autonomia personal) siguen ateses. El servei ve donat a partir de la Llei de Dependència (2006).
Si l'estada és temporal, es dona temps de descans als familiars i cuidadors i potser siga per a donar atencions en fases crítiques, com situacions post-hospitalàries.
Els objectius de l'estada en aquests centres són: mantindre motivat al professional, formar-lo permanentment, que contacte amb els recursos de la zona per coordinar-se amb aquests i controlar i fer un seguiment de l'estat del dependent, rehabilitar-lo, alimentar-lo adequadament, millorar les relacions entre els dependents, els familiars i el personal i cuidar la seua imatge.
Les modalitats de residència en aquests centres són: allotjament continu, temporal o estada de dia.
Els serveis oferits depenen de la grandària del centre i poden ser els següents: bàsics (manutenció, allotjament, assistència en activitats bàsiques de la vida diària, gimnàs i transport accessible), terapèutics (atenció social, psicològica, sanitària, teràpia ocupacional i cures de la salut) i complementaris (podologia, cafeteria, etc).
El requisit per a accedir-hi és: tindre més de 60 anys, no patir una malaltia infecciosa-contagiosa clínica ni malaltia mental greu ni demència senil avançada, tindre una incapacitat permanent que els impedisca ser autònoms, ser pensionista del sistema o tindre dret als serveis socials del sistema i no haver siguts expulsats d'un Centre Residencial de l'IMSERSO.
El cost mitjà de la plaça ocupada per dia als centres de l'IMSERSO o concertats el 2007 era de 44,87 euros.

## Centres d'atenció a persones dependents segons el tipus de discapacitat
Aquests centres estan pensats per a discapacitats greus i n'hi ha diversos tipus o sèries:

### Centres d'Atenció a Minusvàlids Físics
Són establiments que s'ocupen de manera integral de les persones que tenen una discapacitat de la qual no poden recuperar-se prou com per tindre capacitat d'exercir professions. Ingressen temporalment, permanentment o amb règim de mitja pensió.

### Centres d'Atenció Minusvàlids Psíquics
Són establiments dedicats a atendre als discapacitats psíquics. Hi entren persones qui no té una malaltia infecciosa-contagiosa ni requereix assistència sanitària contínua perquè desenvolupen al màxim el seu potencial i siguen ajudats a realitzar les activitats bàsiques de la vida diària.

### Centres Psiquiàtrics
Atenen a persones amb malalties mentals que siguen esquizofrènia, paranoia, depressió clínica o altres tipus de psicòsis. N'hi ha diversos tipus: unitats de salut mental comunitàries o centres de salut mental, unitats d'hospitalització i, fora de l'hospitalització, hospitals de dia, centres de dia, unitats de nit, llars terapèutiques i centres de rehabilitació psicosocial i laboral.

## Centres de referència estatal
Aquests centres estan "dirigits a la promoció i desenvolupament de programes i serveis especialitzats en l'atenció a distints col·lectiu en situació de dependència". Es dediquen a informar, investigar, formar professionals i atendre de manera directa i especialitzada per a millorar l'atenció sociosanitària.
Contenen serveis de salut, d'atenció personal, de manutenció i allotjament (en internat o atenció de dia), rehabilitació funcional i psicosocial.
Els centres de referència estatal que serveixen especialment als dependents són:

### Centre Estatal de Referència d'Atenció al Dany Cerebral
Aquest centre fou creat amb l'Ordre del Ministeri de Treball i Assumptes Socials 55/2002, de 8 de gener. És un centre monogràfic de rehabilitació integral que depèn de l'IMSERSO per a les persones amb dany cerebral i els seus familiars.
L'estada pot ser: ingrés provisional (màxim quatre setmanes), atenció diürna (per a rehabilitació intensiva en mitja pensió), atenció residencial (inclou manutenció, allotjament i rehabilitació) i dura màxim 18 mesos) i estades de seguiment (màxim dos setmanes, i és per a revisió tècnica de l'usuari).